# Carnet de croquis
Un carnet de croquis est un carnet utilisé par les dessinateurs, peintres et graveurs pour exécuter dessins et esquisses hors de leur atelier. Il peut être utilisé pour une modeste création ou pour préparer l’exécution d'une œuvre plus complexe.

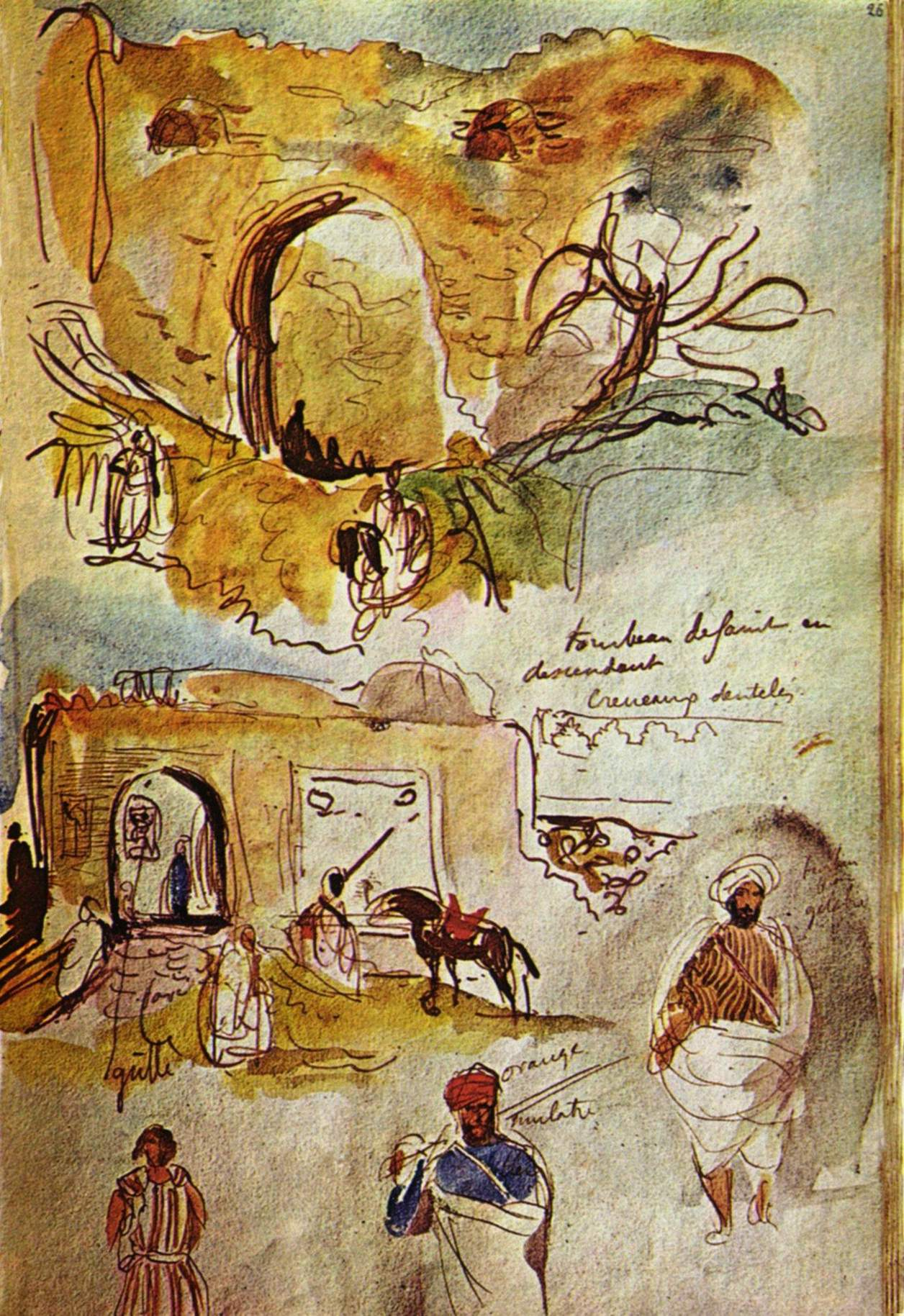
Aquarelle d'Eugène Delacroix dans son carnet intitulé « Album du Maroc ».

Généralement, le carnet de croquis est utilisé avec les outils de dessin : crayons, feutres, mine de plomb, pierre noire, aquarelle ou gouache.
C'est souvent une ressource recherchée en histoire de l'art, pour comprendre le cheminement d'un artiste dans une œuvre ; points de passage, modèles qui inspireront les éléments de composition de l'œuvre finale.
Certains éditeurs publient les carnets de croquis de certains artistes et des expositions les mettent en valeur.

## Carnets de croquis numériques
Avec l’apparition des smartphones à écran tactile et des tablettes tactiles (ou tablette électronique), certains artistes utilisent comme carnets de croquis ces appareils électroniques. L'ajout, en 2011, dans la série Samsung Galaxy Note, d'un stylet utilisant les technologies des tablettes graphiques Wacom utilisées en peinture numérique, a permis d'ajouter de la sensibilité par la gestion de la pression du stylet.